# Mr. Gravity
Mr. Gravity ist ein Hoch-Rundfahrgeschäft des italienischen Herstellers Technical Parc.
Die Schaustellerfamilie Oberschelp, die auch Besitzer des High Impress ist, hat das Geschäft im Jahr 2017 thematisiert und hergerichtet. Die offizielle Premiere feierte das Fahrgeschäft auf dem Schützenfest Hannover 2017.

## Das Fahrgeschäft
Mr. Gravity besitzt zehn im Kreis angeordnete Gondeln, auf jeder Gondel können dabei zwei Personen nebeneinander Platz nehmen. Die Gondeln befinden sich auf einer Scheibe, die in beide Richtungen gedreht werden kann. Hierbei können Umfangsgeschwindigkeiten von 100 km/h erreicht werden. Diese Scheibe ist an einem Ende eines sich ebenfalls drehbaren Arms gelagert; am anderen Ende sitzt ein Kontergewicht. Auch dieser Arm kann in beide Richtungen rotieren. Der Arm kann in der Mitte über einen Hubmechanismus angehoben werden, durch die schräge Anbringung kann diese bei voller Hubstellung auf ca. 20 Meter Höhe gefahren werden; dabei steht die Scheibe beinahe senkrecht. Durch die Kombination beider Drehbewegungen und die Höhe, die erreicht werden kann, wirken auf die Fahrgäste teilweise bis zu 5g, mit denen sie in den Sitz gedrückt werden können. Senkrecht zur Körperachse können Menschen bis zu 12g ertragen.